# Activia
Activia es una marca comercial de yogur probiótico, producido por Danone (Dannon, en los Estados Unidos), que vende tanto yogures semisólidos como bebibles en envases pequeños y grandes en más de 30 países. El yogur Activia contiene la bacteria probiótica Bifidobacterium animalis, además de vitamina B12, vitamina B2 y calcio.
En 100 g del preparado hay de 80 a 100 kcal (en el "mueslix" 115 kcal)
Activia se presenta (depende de los países) con sabor fresa, original, durazno, pera, mango, avena, nuez, coco, vanilla, arándano azul o arándano rojo, ciruela, muesli, kiwi, frutos del bosque, té de yerba dulce, higo, piña, aloe vera, fibras y ruibarbo.
Bifidus actiregularis ayuda al tránsito lento e irregularidad intestinal.
Activia está en la categoría de alimentos funcionales diseñados para acompañar la salud digestiva. Tales productos contienen generalmente trazas de probióticos y pueden tener prebióticos, en este caso fibras.[cita requerida]
En una demanda judicial en la justicia federal en Los Ángeles del 25 de enero de 2008 en contra de Danone se objeta que los estudios no corroboran lo que afirma la empresa sobre la bondad del producto.[cita requerida]
En respuesta a esa demanda judicial desde enero de 2007, Danone argumenta que "pone la evidencia científica disponible al público siguiendo con la revisión por pares y su publicación"